# Guillaume Bautru
Guillaume Bautru II, comte de Serrant, né à Angers en 1588 et mort à Paris le 7 mars 1665, est un poète satirique français, favori et agent diplomatique de Richelieu.

## Sa vie et son œuvre
Il est fils de Guillaume Bautru Ier, seigneur de Percher, de Louvaines et de Matras, conseiller au Grand Conseil et grand rapporteur en la chancellerie de France, et de Gabrielle Loüet, dame de Bel Air. Son frère puîné est Nicolas Bautru (mort en 1661), comte de Nogent, marquis du Tremblay-le-Vicomte (voir à la fin de l'article).
Guillaume Bautru II est seigneur de Louvaines, baron de Segré en 1635, conseiller d'État sous Louis XIII et sous Louis XIV, introducteur des ambassadeurs chez le roi, conseiller d'État, chancelier de Gaston d'Orléans, ministre plénipotentiaire et ambassadeur auprès de l'archiduchesse de Flandre, envoyé du roi en Espagne, en Angleterre et en Savoie. Il est l'un des membres fondateurs de l'Académie française, à laquelle il est nommé en 1634 (au 15e fauteuil).
Protégé de Richelieu, il se fait construire cette année-là un hôtel par l'architecte Louis Le Vau et le maître maçon Michel Villedo, au moment où le cardinal fait aménager à Paris la rue Croix-des-Petits-Champs. Ce bâtiment deviendra plus tard l'hôtel Colbert et abrite actuellement l'Institut national du patrimoine et l’Institut national d'histoire de l'art. Deux ans plus tard, Guillaume Bautru achète le château de Serrant, en Anjou, qu'il achève de faire bâtir en suivant les plans de Hercule de Rohan et dont les terres lui sont données en baronnie par Richelieu.
C'est un personnage haut en couleur, connu pour son libertinage et sa verve bouffonne. Il reste de lui quelques satires, telles que L'Ambigu, paru en 1616, et L'Onozandre ou la croyance du grossier, paru en 1620 : 
Je veux quitter Parnasse et l’onde Pégasine
Pour aller faire un tour jusques à Terrassine,
Désireux de chanter les bufles au col torts
Ou siffler dans un jong le Prince des Butors,
Buses, Buses et Ducs, tenez-moi lieu de Muses...
Pierre Bayle a dit de lui : « Il a été un des beaux Esprits du XVIIe siècle. Il se faisoit sur-tout admirer par ses bons mots, & par ses fines réparties ; & l'on trouve dans les Écrivains de son tems mille marques de la belle réputation où il étoit. C'est un homme, disoit l'un d'eux, qui met une partie de sa Philosophie à n'admirer que très-peu de choses, & qui depuis 50 ans a été les délices de tous les Ministres, de tous les Favoris, & généralement de tous les Grands du Royaume, & n'a jamais été leur Flateur. » A l'appui de son estime pour l'esprit de Bautru, Bayle cite également Saint-Amant, qui se moquait de ceux qui confondaient « les turlupinades et les pointes » avec les bons mots de Bautru :
Si vous oyez une équivoque,
Vous jetez d'aise vostre toque,
Et prenez son sens malautru
Pour un des beaux mots de Bautru.
Tallemant des Réaux, dans ses Historiettes, parle d'un bon courtisan, ou bon bouffon, si vous voulez ; de mœurs et de religion fort libertin... ; toute la race des Bautru est naturellement bouffonne (qui aime à faire rire par des bons mots et des traits d'esprit).

## Postérité
Guillaume Bautru II épousa Marthe Bigot, fille de Louis Bigot, sieur de Gastine, maître des comptes. De mœurs plutôt légères, elle était reçue au Palais-Royal et son nom prononcé d'une certaine façon par Anne d'Autriche, avait le don de mettre en joie toute la cour. Elle lui donna un fils qui ne sera reconnu par son père qu'à l'âge de dix-huit ans :
- Guillaume Bautru III[8], comte de Serrant (né en 1618 et mort en 1711), chancelier de Philippe, duc d'Orléans. Il acquit le Plessis-Bourré en 1678. Il épousa Louise Bertrand, fille du trésorier de l'Epargne Macé Ier Bertrand de Pressigny, morte en 1655. Ils eurent deux filles[9] : 
  - Marguerite-Thérèse, comtesse de Serrant, mariée à son cousin Nicolas Bautru des Matras, marquis de Vaubrun (ci-dessous), d'où : 
    - Madeleine-Diane Bautru (1668-1753), duchesse d'Estrées par son mariage avec François-Annibal III (1649-1698), dame de Serrant et du Plessis-Macé, baronne de Segré, dame aussi d'Ingrandes et Chantocé en 1704 par acquisition sur les d'Avaugour ; en 1749 elle vendit tous ses biens angevins aux Walsh (Segré dès 1730 ; cf. François-Jacques Walsh, 1704-1782),
    - et Nicolas-Guillaume Bautru des Matras de Vaubrun (vers 1661-1746), abbé de Cormery et de Saint-Georges sur Loire

  - et Marie-Magdelaine, comtesse de Maulévrier qui épousa Édouard-François Colbert, frère de Jean-Baptiste Colbert[10].

Guillaume Bautru II est l'arrière-grand-oncle du maréchal Louis-Antoine de Gontaut-Biron. En effet, son frère cadet Nicolas Bautru († 1661), comte de Nogent, marié à Marie Coulon, eut trois fils et deux filles : 
- Louis Bautru des Matras ;
- Nicolas Bautru des Matras de Vaubrun, rencontré ci-dessus ;
- Armand Bautru comte de Nogent (1631-1672), x 1663 Diane-Charlotte de Caumont-Lauzun, petite-fille maternelle d'Henri-Nompar et sœur d'Antoine, duc de Lauzun, d'où : 
  - - Louis-Armand Bautru et la suite des comtes de Nogent-le-Roi jusqu'en 1746 ; - Charlotte-Diane Bautru, x Aimé-Blaise d'Aydie (1651-1710), sgr des Bernardières et de Vaugoubert, comte de Benauges en partie et de Rions ; et - Marie-Antonine Bautru (1662-1742), femme du maréchal Charles-Armand de Gontaut-Biron et mère du maréchal Louis-Antoine qu'on vient d'évoquer ;
- Marie Bautru, femme de Charles de Rambures, fils de Charles ;
- et Charlotte Bautru (1641-1725), x 1° Nicolas d'Argouges marquis de Rasnes († 1678), et 2° 1682 Jean-Baptiste de Rohan-Guéméné-Montbazon, prince de Montauban (1657-1704).